# Great White
Great White – amerykański zespół hardrockowy. Powstał na początku lat osiemdziesiątych XX wieku. Początkowo wykonywał utwory w stylu  AC/DC i Led Zeppelin w muzycznych klubach Los Angeles i przy pomocy lokalnej rozgłośni radiowej wydał niezależnie debiutancką EP-kę Out of The Night i album długogrający  Shot in the Dark- oba w 1983. Wydawnictwa te zwróciły uwagę koncernu EMI na zespół. Po podpisaniu kontraktu zespół wydał w nowej wytwórni albumy Great White (1984),  Once Bitten... (1987) oraz wznowienie debiutu.  Once Bitten... oraz następny album  ...Twice Shy (1989) odniosły bardzo duży sukces komercyjny, zdobywając status platynowych płyt i lansując przeboje "Rock Me" oraz cover "Once Bitten, Twice Shy" z repertuaru Mott the Hoople. Kolejny album Hooked (1991) zdobył status złotej płyty, natomiast Psycho City (1992) sprzedał się znacznie gorzej, co spowodowało zakończenie współpracy z EMI. Kolejne albumy nie odnosiły większych sukcesów.
20 lutego 2003, podczas koncertu grupy w Rhode Island doszło do eksplozji fajerwerków i pożaru, w którym zginęło 100 osób, w tym giarzysta Ty Longley.

## Lista członków zespołu
- Jack Russell - wokal († 15 sierpnia 2024)[1]
- Mark Kendall - gitara
- Audie Desbrow - perkusja
- Michael Lardie - gitara, instrumenty klawiszowe
- Scott Snyder - gitara basowa
- Terry Ilous - gitara
- Tony Montana - gitara basowa
- Alan Niven
- Gary Holland-perkusja
- Matthew Johnson-gitara
- Sean McNabb-giara basowa
- Ty Longley-gitara

## Dyskografia
Albumy studyjne
- Great White (1984)
- Shot in the Dark (1986)
- Once Bitten (1987)
- ...Twice Shy (1989)
- Hooked (1991)
- Psycho City (1992)
- Sail Away (1994)
- Let it Rock (1996)
- Can't Get There from Here (1999)
- Back to the Rhythm (2007)
- Rising (2009)
- Elation (2012)
- Full Circle (2017)

Albumy koncertowe
- Recovery: Live! - 1988
- Live at the Ritz (promocyjny) - 1988
- Live at the Marquee - 1989
- Live in London - 1990
- Stage - 1995
- Thank You...Goodnight! - 2002
- Extended Versions - 2004
- Once Bitten, Twice Live - 2006
- 30 Years - Live from the Sunset Strip - 2013